# پردیس سینمایی گالریا
پردیس سینمایی گالریا یک پردیس سینمایی در تهران، ایران است.
ساخت این پردیس سینمایی که جزئی از مجتمع تجاری-فرهنگی گالریا است در ۱۰ دی ۱۳۹۸ با شش سالن سینما با ظرفیت ۴۱۰ صندلی افتتاح شده‌است. پردیس گالریا یکی از سینماهای مردمی سی و هشتمین دوره جشنواره فیلم فجر بوده‌است.